# Fields of the Dead
Fields of the Dead (Brasil: Campo dos Mortos ) é um filme de terror produzido nos Estados Unidos, dirigido por Daniel B. Iske e lançado em 2014. O filme estreou no Brasil diretamente em DVD no dia 25 de maio de 2016.